# 迪德里克·西蒙
迪德里克·西蒙（荷蘭語：Diederik Simon，1970年4月10日—），荷兰男子赛艇运动员。他曾代表荷兰参加1996年、2000年、2004年、2008年和2012年夏季奥林匹克运动会赛艇比赛，获得一枚金牌和二枚银牌。